# Дхармаяварман
Дхармаяварман — магараджа індуїстської держави Таруманагара на заході острова Ява.

## Життєпис
Син магараджи Джаясінгавармана. Інформації про Дхармаявармана небагато. Його ім'я вказано лише в рукописі Вангсакерти. Спакував трон 382 року. Панував 13 років. Помер у 395 році і був похований на березі річки Чандрабага. Йому спадкував син Пурнаварман.